# 179 TCN
Năm 179 trước công nguyên (TCN) là một năm trong lịch Julius. 

## Sự kiện
- Triệu Đà sáp nhập Âu Lạc vào Nam Việt, chia Âu Lạc thành 2 quận: Giao Chỉ, Cửu Chân.
- Âu Lạc bị chiếm do An Dương Vương chủ quan, rơi vào bẫy của Triệu Đà.

## Mất
- An Dương Vương